# 쿡 (이집트 신화)

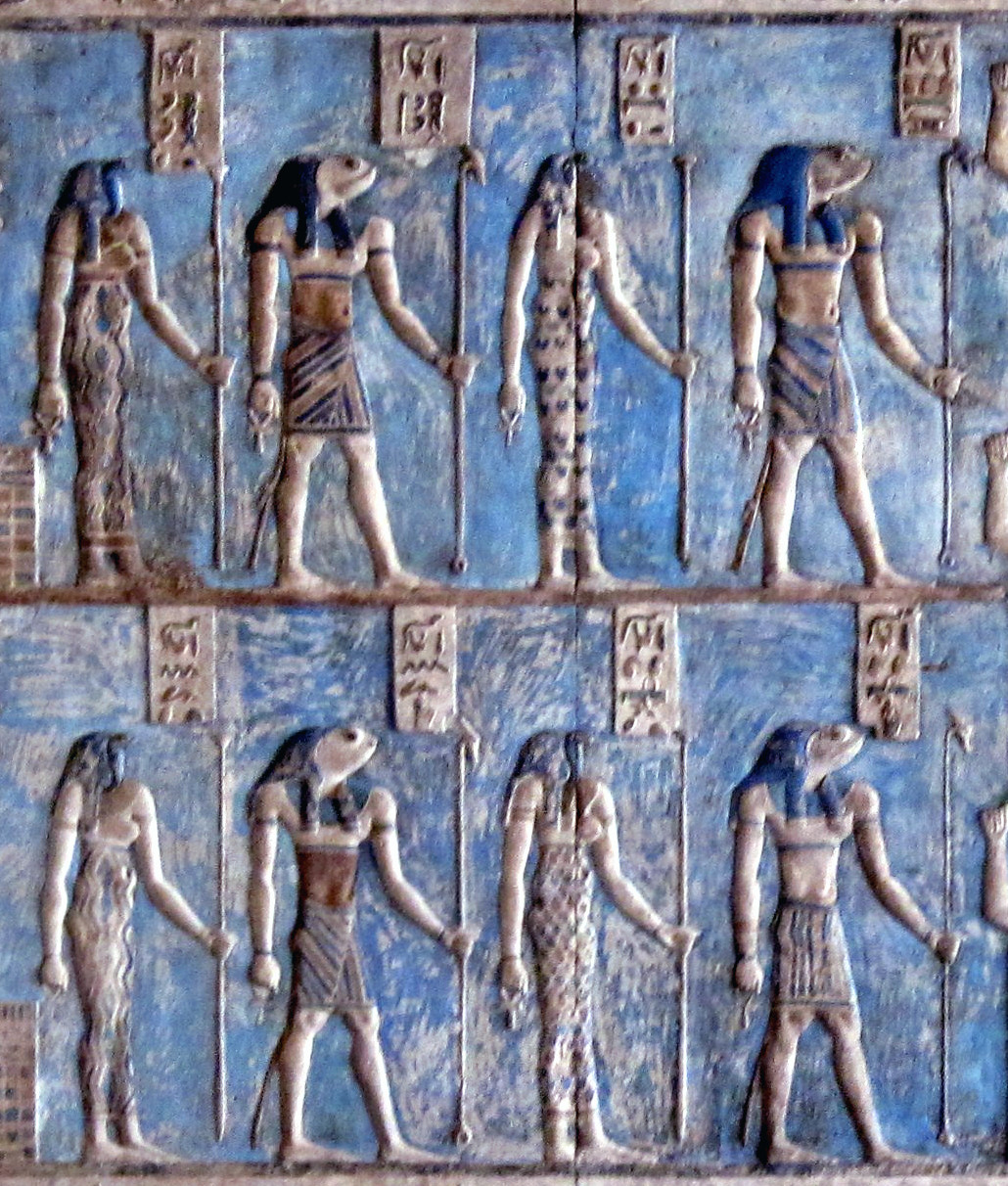

쿡(Kuk, Keku)은 고대 이집트어로 '어둠'을 의미하는 이름에서 볼 수 있듯이 어둠과 혼돈, 불명확함, 불확실함을 상징하는 이집트 신화의 신이다. 총 여덟 신으로 이루어진 오그도아드에 포함되는 신이다. 양성의 모습으로 묘사되는데, 카우켓은 쿡의 여성형이다. 오그도아드의 4쌍 이원론에 따르면, 쿡은 개구리의 머리를 한 남신으로, 카우켓은 뱀의 머리를 한 여성으로 그려진다.

## 같이 보기
- 헤케트
- 에레보스